# 関 (姓)
関（かん）は漢姓の一つ。『百家姓』の394番目の姓である。2020年の中華人民共和国の統計では人数順の上位100姓に入っておらず、台湾の2018年の統計でも148番目に多い姓で、5,131人がいる（他に日本の新字体と同じ表記の「関」姓は275人がいる）。
漢族のほかに満州族にも多い。満州族の場合は瓜爾佳氏に由来する。

## 著名な人物
- 関羽 - 後漢末期の将軍。
- 関漢卿 - 元曲の作家。
- 関天培 - 清末の武将。
- 関麟徴 - 中華民国の軍人。
- ナンシー・クワン - アメリカ合衆国の女優。
- 関徳興 - 香港の映画俳優。
- ロザムンド・クワン - 香港の女優。満州族出身。
- ケルビン・クァン - カナダ出身の歌手。
- ミシェル・クワン - アメリカ合衆国の元フィギュアスケート選手。香港系アメリカ人。